# Andrea Báthory
Andrea Báthory (András Báthory in ungherese; Șimleu Silvaniei, 1562 o 1566 – Sândominic, 3 novembre 1599) fu cardinale della Chiesa cattolica, principe-vescovo di Varmia nel decennio 1589-1599 e voivoda di Transilvania nel biennio 1598-1599. Fu inoltre gran maestro dell'Ordine del Drago.

## Biografia
Andrea Báthory nacque a Șimleu Silvaniei, in Transilvania, figlio di Andras Báthory del ramo Báthory-Somlyó e Margit Majláth. Crebbe presso la corte dello zio Stefano, re di Polonia, educato dal gesuita Stanislaw Reszka, ed intraprese la carriera ecclesiastica, ottenendo la porpora cardinalizia nel 1584. Morto re Stefano (1586), il giovane Andrea venne candidato al trono polacco dal gran cancelliere, Jan Zamoyski, che poi risolse di appoggiare la candidatura di Sigismondo Vasa.
Nel 1594 Andrea e suo fratello maggiore, Baldassarre, appoggiarono la rivolta dei boiari transilvani contro loro cugino, il voivoda Sigismond Báthory. Quando Baldassarre venne imprigionato ed assassinato, Andrea fuggì dalle terre della sua famiglia, rifugiandosi presso i polacchi.
Nel 1598 Sigismondo indicò in Andrea il suo successore. Il cardinale era da poco rientrato in Transilvania, richiamato dal cugino che parve averlo perdonato. I motivi di questa successione sono ancora oggetto di dibattito. Sigismondo era allora (1597) in trattative con gli Asburgo, suoi alleati nella lotta contro i turchi, per cedere la Transilvania all'imperatore Rodolfo II. Sigismondo tornò invece sulle sue decisioni e nominò quale nuovo voivoda il cugino Andrea.

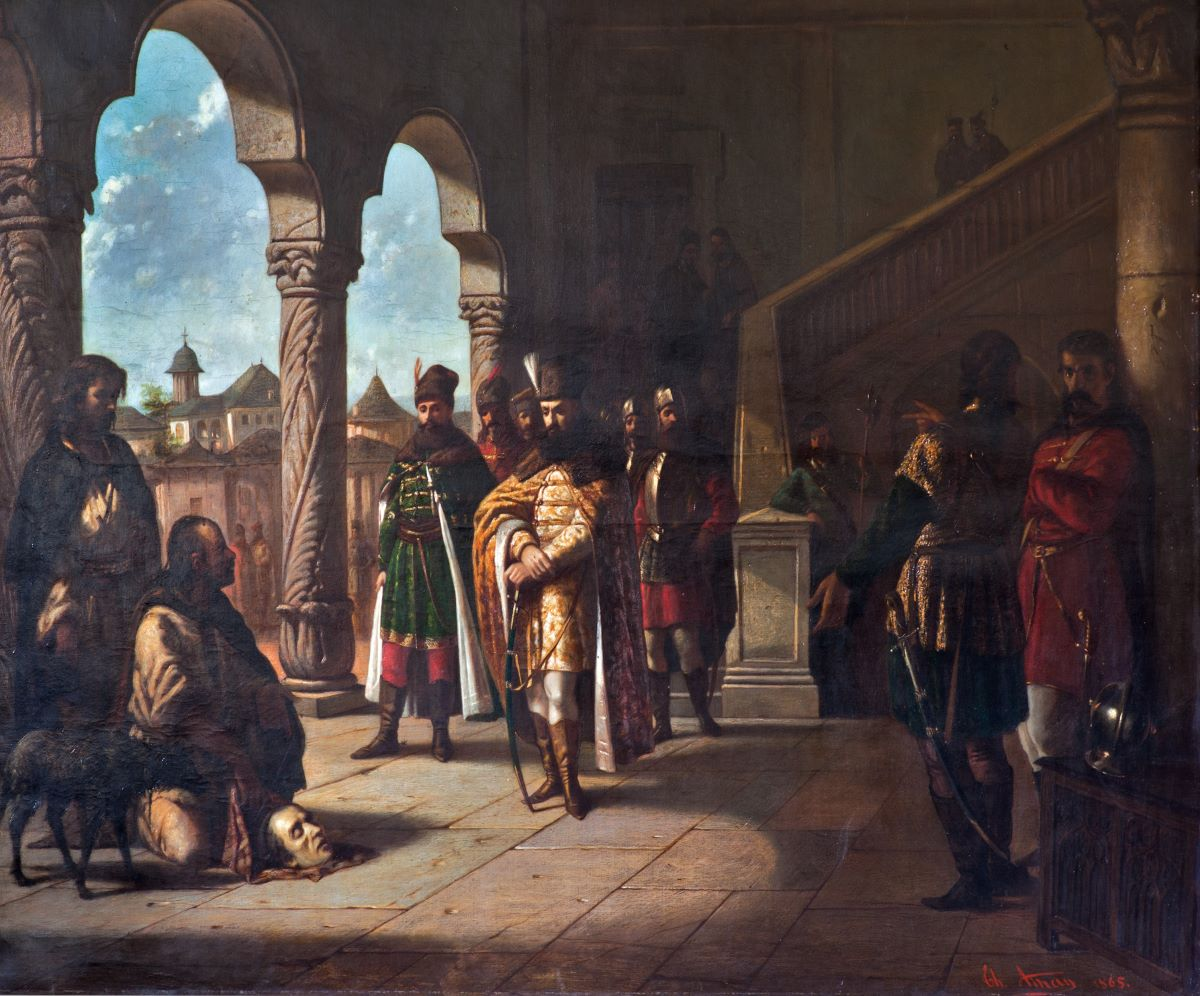
I Siculi portano la testa del cardinale Andrea Báthory a Michele il Coraggioso dopo la Battaglia di Şelimbăr - dipinto di Theodor Aman.

Andrea venne riconosciuto quale legittimo sovrano della Transilvania sia dalla Sublime porta sia dai polacchi. Si mossero invece subito contro di lui il voivoda di Valacchia, Michele il Coraggioso, già alleato di Sigismondo, e l'imperatore Rodolfo, che inviò in Transilvania il suo generale Giorgio Basta affinché affiancasse le truppe valacche. Prezioso alleato nel fronte avverso ad Andrea fu anche il potente nobile transilvano István Bocskai, già consigliere di Sigismondo ma inviso al nuovo principe Báthory.
Andrea affrontò apertamente il voivoda Michele, fidando sull'appoggio dei polacchi. Nella Battaglia di Șelimbăr le truppe transilvane vennero pesantemente sconfitte. Il cardinale si diede alla fuga ma venne scovato presso Csíkszentdomokos da truppe dei Siculi, alleati di Michele, che lo decapitarono (3 novembre) e spedirono la sua testa al voivoda valacco.
Michele diede degna sepoltura alle spoglie del cardinale Andrea Báthory nella cattedrale cattolica di Alba Iulia, capitale del voivodato di Transilvania. Poco dopo, Michele venne riconosciuto nuovo voivoda dalla dieta dei boiari transilvani.